# Guy van Renynghe de Voxvrie
Guy van Renynghe de Voxvrie (Elsene, 4 december 1926 - Brugge, 15 mei 2021) was een Belgisch arts, gespecialiseerd in neuropsychiatrie en tevens amateurhistoricus.

## Levensloop
Guy van Renynghe was een zoon van de genealoog Charles van Renynghe de Voxvrie en van barones Edith van Zuylen van Nyevelt. Hij trouwde in 1956 met Marie-Claire Liénart (Aalst, 1935 - Brugge, 2012), met wie hij twee zoons had.
Na de humaniora in het Sint-Lodewijkscollege vatte hij de artsenstudie aan. Hij doctoreerde aan de Rijksuniversiteit Gent en specialiseerde in kinderpsychiatrie in Nijmegen. Hij ontwikkelde een privé-praktijk in Brugge in de neuropsychiatrie en werd tevens als arts en als diensthoofd verbonden aan de Sint-Franciscus-Xaveriuskliniek in Brugge, waar hij ook medisch directeur werd. Tijdens zijn loopbaan, die liep tot in 2013, behandelde hij meer dan 15.000 patiënten.
Hij werd ook voorzitter van de Koninklijke Vereniging voor Geestelijke Geneeskunde in België. Hij publiceerde verschillende werken in verband met zijn geneeskundige specialiteit.
Hij schreef ook heel wat artikels over historische onderwerpen, vaak in relatie met de familie van Zuylen van Nyevelt.
Hij was lid van de Edele Confrérie van het Heilig Bloed en was er proost van in 2004-2005.

## Publicaties
- De la mystique vraie au délire, 1969.
- De la dépression à la joie de vivre, 1969.
- La relation malades médicaments médecins, 1971.
- Mutations sociopsychologiques, 1971.
- A la recherche d'une introduction psychobiologique, 1973.
- Evolution des concepts de psychogenèse et d'indogénèse, 1977.
- Tout savoir sur son cerveau, Ed. Favre, 1985.
- Het Sint-Franciscus-Xaverius ziekenuis in het Spaans kwartier te Brugge, Brugge, 1985.
- Tout savoir sur les maladies nerveuses, ed. Favre, 1987.